# Лимпяяха
Лимпяяха (устар. Лимпя-Яха) — река в России, протекает в Ямало-Ненецком АО. Устье реки находится в 238 км по правому берегу реки Вынгапур. Длина реки составляет 40 км. В 1 км от устья слева впадает река Нюча-Лимпяяха.

## Данные водного реестра
По данным государственного водного реестра России относится к Нижнеобскому бассейновому округу, водохозяйственный участок реки — Пур. Речной бассейн реки — Пур.
Код объекта в государственном водном реестре — 15040000112115300055905.